# Pueblo Nuevo (Cura Mori)
Pueblo Nuevo es una localidad peruana ubicada en el distrito de Cura Mori, perteneciente a la provincia y departamento de Piura, al norte del Perú. 

## Ubicación
Pueblo Nuevo se ubica al oeste de la provincia de Piura, en el distrito de Cura Mori, en el departamento de Piura.

## Demografía
En 2017 Pueblo Nuevo tenía una población de 3 habitantes.
| Gráfica de evolución demográfica de Pueblo Nuevo entre 1993 y 2017 |
|                                                                    |
| Fuentes: Población 1993 y 2017                                     |